# Marcus Scribner
Marcus Scribner (Los Angeles, 7 gennaio 2000) è un attore e doppiatore statunitense.

## Biografia
Nato e cresciuto a Los Angeles in una famiglia afroamericana con origini inglesi. Ha iniziato a studiare recitazione all'età di sette anni.
A l'età di 10 anni ottiene il suo primo ruolo da guest star nella serie poliziesca Castle della ABC.
A 14 anni ottiene il suo primo ruolo importante nella sitcom della ABC Black-ish. Per la serie ha ricevuto una nomination agli NAACP Image Award come miglior attore non protagonista in una serie comica per la sua interpretazione di Junior nella prima stagione.
Ha avuto un ruolo ricorrente come doppiatore nella serie animata di Netflix She-Ra e le Principesse Guerriere, nel ruolo di Bow.

## Filmografia parziale

### Cinema
- Alexander IRL, regia di K. Asher Levin (2017)
- La lista dei fan**lo (The F**k-It List), regia di Michael Duggan (2020)
- Ti giro intorno (Along for the Ride), regia di Sofia Alvarez (2022)
- How I Learned to Fly, regia di Simon Steuri (2023)

### Televisione
- Castle – serie TV, un episodio (2010)
- New Girl – serie TV, un episodio (2012)
- The Wedding Band (Wedding Band) – serie TV, un episodio (2012)
- Wendell & Vinnie – serie TV, un episodio (2013)
- Black-ish – serie TV, 176 episodi (2014-2022)
- Mixed-ish – serie TV, 2 episodi (2019-2020)
- Grown-ish – serie TV, 41 episodi (2019-2024)

### Doppiaggio
- Il viaggio di Arlo (The Good Dinosaur), regia di Peter Sohn (2015)
- American Dad! – serie TV, un episodio (2016)
- Home - Le avventure di Tip e Oh (Home: Adventures with Tip and Oh) – serie TV, 3 episodi (2016-2017)
- She-Ra e le principesse guerriere (She-Ra and the Princesses of Power) – serie TV, 57 episodi (2018-2020)
- Ron - Un amico fuori programma (Ron's Gone Wrong), Sarah Smith e Jean-Philipe Vine (2021)
- Dragon: The Nine Realms – serie TV, 38 episodi (2021-2023)
- Star Wars: Young Jedi Adventures – serie TV, 4 episodi (2023-2024)

## Riconoscimenti
- NAACP Image Award
  - 2015 – Candidatura al il miglior attore non protagonista in una serie comica per Black-ish
  - 2016 – Miglior interpretazione di un giovane per Black-ish
  - 2019 – Miglior attore non protagonista in una serie comica per Black-ish
- Young Artist Awards
  - 2016 – Candidatura al miglior giovane cast corale in una serie per Black-ish
  - 2017 – Candidatura alla miglior interpretazione di un adolescente in una serie per Black-ish

## Doppiatori italiani
Nelle versioni in italiano delle opere in cui ha recitato, Marcus Scribner è stato doppiato da:
- Leonardo Della Bianca in Black-ish, Mixed-ish, Grown-ish, La lista dei fan**lo
- Alex Polidori in Ti giro intorno

Da doppiatore è sostituito da:
- Francesco Ferri ne Il viaggio di Arlo
- Emanuele Ruzza in She-Ra e le principesse guerriere
- Manuel Meli in Star Wars: Young Jedi Adventures